# Cure (religion)
Pour les articles homonymes, voir Cure.
La cure est une responsabilité spirituelle, présente dans la religion catholique, qui peut prendre la forme de responsabilités administratives dans une hiérarchie religieuse.  

## Présentation

### Jurisprudence ecclésiastique
En matière ecclésiastique la cure désigne le soin des âmes par le biais d'une église et de son bénéfice ecclésiastique. Il existe différentes fonctions curiales. Et les cures disposent de revenus par le biais de la dîme, des oblations, des offrandes.

### Religion catholique

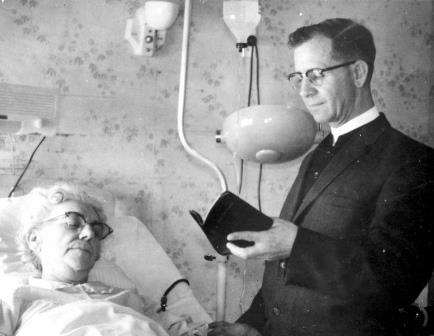
Accompagnement des âmes (Mennonite Church USA Archives).

La cure correspond à la « charge d'âme » qui est une traduction du latin cura animarum. C'est une charge ecclésiastique définie au sein de l’Église catholique qui correspond à la direction spirituelle et administrative d'une paroisse. 
Être nommé à la cure d'une paroisse, c'est en avoir la responsabilité spirituelle. Un seul prêtre peut être nommé curé d'une paroisse, ce dernier est nommé par l'évêque du diocèse. La dénomination varie selon les régions. On dit aussi recteur ou abbé d'une paroisse, les autres prêtres sont qualifiés de vicaires. En breton le mot se dit ar personn.
De nos jours, la charge d'âme d'un curé tend à s'étendre sur plusieurs communes. 
Par extension, le terme cure est parfois employé pour désigner le presbytère ou les personnes qui participent à la vie de la paroisse.
La cura animarum concerne la prise en charge d’un point de vue individuel et du point de vue ecclésial. Au sens large, le terme est synonyme de la sollicitude ecclésiale à l’égard d’autrui.
En droit canonique, la charge d’âmes renvoie à l’obligation de justice du curé, c'est-à-dire l'obligation d’administrer les secours religieux (sacrements, offices divins, catéchisme et prédication, sépulture ecclésiastique…) à des groupes déterminés de fidèles. Ces devoirs de justice, communs à tous les catholiques, en application de la charité, est cependant beaucoup plus précis et plus rigoureux, à l’égard d’âmes qui sont spécialement confiées au curé et au sujet desquelles ils encourent une responsabilité. Ainsi, la cure est un ministère ecclésiastique.

### Cure ordinaire ou alternative
La cure est une fonction et des prérogatives réparties entre l'évêque et les prêtres. La répartition a varié au cours du temps. La répartition des sacrements entre ceux dépendants de la paroisse et ceux dépendants de l’évêché, ont pu varier selon les époques, en fonction également de la répartition des charges entre les évêques et le pape.
La cure à l'ordinaire, signifie que le curé est toujours choisi et nommé par l'évêque du diocèse.
Une cure à l'alternative signifie que le curé d'une paroisse était présenté alternativement par l'évêque et, la fois suivante, par le titulaire du droit de présentation (abbé, seigneur, etc., souvent un descendant du fondateur d'origine de la paroisse). Mais seul l'évêque pouvait nommer le prêtre présenté et, en cas de refus de sa part, cela pouvait entraîner de vives discussions et même des procès entre le présentateur et le nominateur.
Dans les régions annexées à la France après le Concordat de Bologne (1516), par exemple en Bretagne, la nomination se faisait alternativement par le pape pour les bénéfices devenus vacants en janvier, mars, mai, juillet, septembre et novembre ; et par l'ordinaire, c'est-à-dire l'évêque ou toute autre autorité diocésaine pendant les six autres mois de l'année.